# Obiettivo indiscreto
Obiettivo indiscreto è un film del 1992 diretto da Massimo Mazzucco.
La pellicola ha per protagonista Luca Barbareschi.

## Trama
David un fotoreporter molto ambizioso e cosciente delle proprie doti cerca di raggiungere il successo, o meglio di poter pubblicare un libro con le foto che realmente ama, cerca un editore per una sua raccolta ed invece sarà contattato per la campagna pubblicitaria di una holding giapponese. David accetta, a patto di poter utilizzare Claire, una modella che lo affascina. Le foto che scatta con lei saranno del tutto anticonvenzionali, tanto che la donna, sconvolta, si ribella e fugge. David, innamorato, la insegue.